# اگویی
ایگویلس (به فرانسوی: Aiguilles) یک کامین در فرانسه است که در Canton of Aiguilles واقع شده‌است.

## خصوصیات
ایگویلس ۴۰٫۱۶ کیلومترمربع مساحت و ۴۱۹ نفر جمعیت دارد و ۱٬۴۷۱ متر بالاتر از سطح دریا واقع شده‌است.